# Большой Чохрак
Большой Чохрак — река в России, протекает в Краснодарском крае и в Республике Адыгея. Сливаясь с Малым Чохраком, образует реку Чохрак.

## География
Река берёт начало западнее села Беноково. В верхнем течении носит название Мокрый Чохрак. Течёт на север. Небольшой участок реки находится на территории Республики Адыгея. У хутора Северный сливается с Малым Чохраком и образует реку Чохрак. Устье реки находится в 84 км по правому берегу реки Чохрак. Длина реки составляет 40 км, площадь водосборного бассейна — 94,9 км².

## Данные водного реестра
По данным государственного водного реестра России относится к Кубанскому бассейновому округу, водохозяйственный участок реки — Лаба от истока до впадения реки Чамлык. Речной бассейн реки — Кубань.
По данным геоинформационной системы водохозяйственного районирования территории РФ, подготовленной Федеральным агентством водных ресурсов:
- Код водного объекта в государственном водном реестре — 06020000712108100003793
- Код по гидрологической изученности (ГИ) — 108100379
- Код бассейна — 06.02.00.007
- Номер тома по ГИ — 08
- Выпуск по ГИ — 1